# Чандраян-4
Чандраян-4 (хинди चंद्रयान-4 «Лунный корабль-4») — предстоящая посадочная миссия Индийской организации космических исследований (ISRO) по возвращению лунных образцов и четвертая миссия в ее программе исследования Луны «Чандраян». По состоянию на январь 2025 года фаза концептуализации завершена, а фаза проектирования близится к завершению. Ожидается, что миссия будет запущена примерно в 2027 году. Планируется вернуть до 3—4 кг лунного реголита из района точки Шив Шакти, места посадки «Чандраян-3». 

## Цели миссии
Цель миссии состоит в том, чтобы собрать образцы с лунной поверхности и доставить их на Землю для научных исследований. Целями данной миссии являются:
1. Выполнение мягкой посадки на поверхность Луны.
2. Демонстрация сбора лунных образцов и перемещения их в контейнер.
3. Демонстрация взлета с поверхности Луны.
4. Демонстрация стыковки и расстыковки на орбите Луны.
5. Демонстрация переноса образцов грунта между состыкованными аппаратами.
6. Демонстрация возвращения реголита и входа в атмосферу Земли.

## О миссии
Миссия будет запущена в два этапа с помощью двух ракет LVM3, разработанных ISRO. Первый запуск планируется для вывода на орбите взлетного модуля и спускаемого модуля. Второй запуск должен будет вывести на орбиту переходный модуль, возвращаемый в атмосферу модуль и двигательную установку. Аппарат будет собран на орбите Земли через стыковку.
Планируется, что после прилунения роботизированная рука, установленная на посадочном модуле, соберет около 2-3 кг образцов с места посадки и передаст их в контейнер на взлетном модуле. Кроме того, буровой механизм будет собирать подповерхностные пробы реголита.

## Место посадки
Место посадки запланировано недалеко от Статио Шив Шакти, места посадки Чандраян-3, которое расположено между лунными кратерами Манзинус и Богуславский недалеко от района южного полюса. ISRO провела всестороннее исследование этого района на предмет морфологии, гидратации и гравитационных аномалий, используя данные, полученные от орбитальных аппаратов Чандраян-2, Lunar Reconnaissance Orbiter (LRO), Lunar Prospector и GRAIL.